# Stazione di Casilli
Stazione di Casilli vasútállomás Olaszországban, San Giuseppe Vesuviano településen.

## Vasútvonalak
Az állomást az alábbi vasútvonalak érintik:
- Nápoly–Ottaviano–Sarno-vasútvonal

## Kapcsolódó állomások
A vasútállomáshoz az alábbi állomások vannak a legközelebb:
- Stazione di Terzigno (Circumvesuviana) (Stazione di Sarno (Circumvesuviana), Nápoly–Ottaviano–Sarno-vasútvonal)
- Stazione di San Giuseppe (Stazione di Napoli Porta Nolana, Nápoly–Ottaviano–Sarno-vasútvonal)